# Антракоп
Антракоп (укр. Антракоп) — село, относится к Свердловскому району Луганской области Украины. Под контролем самопровозглашённой Луганской Народной Республики.

## География
Село расположено на правом берегу реки Нагольной. Ближайшие населённые пункты: сёла Рытиково (выше по течению Нагольной) на востоке, Матвеевка и посёлки Шахтёрское на северо-востоке, Киселёво на северо-западе; село Берёзовка и посёлок Нагольно-Тарасовка (ниже по течению Нагольной) на юго-западе; село Иващенко на юге.

## Население
Население по переписи 2001 года составляло 49 человек.

## Общие сведения
Почтовый индекс — 94839. Телефонный код — 6434. Занимает площадь 7 км². Код КОАТУУ — 4424284402.

## Местный совет
94855, Луганская обл., Свердловский сельский совет, с. Матвеевка, ул. Октябрьская, 14а